# IC 4326
IC 4326 est une galaxie spirale barrée située dans la constellation de l'Hydre. Sa vitesse par rapport au fond diffus cosmologique est de 4 801 ± 32 km/s, ce qui correspond à une distance de Hubble de 70,8 ± 5,0 Mpc (∼231 millions d'al). Elle a été découverte par l'astronome américain Royal Harwood Frost en 1904.
L'image obtenue du relevé Pan-STARRS montre qu'il s'agit sans aucun doute d'une galaxie spirale, peut-être de type Sc. On voit même une barre au centre de cette galaxie, d'où on peut en conclure qu'il s'agit peut-être d'une galaxie de type SBc.
IC 4326 renferme également des régions d'hydrogène ionisé. 

## Groupe d'IC 4329
Selon A.M. Garcia, la galaxie IC 4326 fait partie d'un groupe de galaxies qui compte au moins 24 membres, le groupe d'IC 4329. Parmi ces galaxies, se trouve NGC 5291, NGC 5292, NGC 5298, NGC 5328, NGC 5357, IC 4319, IC 4328, IC 4329, IC 4329A (PGC 49051), treize galaxies du catalogue ESO et trois galaxies du catalogue PGC. PGC 48894 ne fait pas partie de la liste de Garcia. Il faut donc l'ajouter à ce groupe, car elle forme une paire de galaxies avec NGC 5291.